# Светско првенство у атлетици у дворани 2008 — скок удаљ за жене
Скок удаљ у женској конкуренцији на Светском првенству у атлетици 2008. у Валенцији одржано је 7. и 8. марта.
Титулу освојену 2006. у Москви није бранила Тијана Медисон из САД.

## Земље учеснице
Учествовала је 12 такмичарки из 10 земаља.
1. Бразил (2)
2. Чешка (1)
3. Француска (1)
4. Јапан (1)
5. Јужноафричка Република (1)
6. Летонија (1)
7. Португалија (1)
8. Русија (2)
9. САД (1)
10. Шпанија (1)

## Освајачи медаља
|                         |                        |                       |
| Наиде Гомес Португалија | Морен Хига Маги Бразил | Ирина Мелешина Русија |

## Рекорди пре почетка Светског првенства 2008.
7. март 2008.
| Светски рекорд                                   | Хајке Дрекслер, Источна Немачка     | 7,37 | Беч, Аустрија      | 13. фебруар 1988. |
| Рекорди светских првенстава                      | Хајке Дрекслер, Источна Немачка     | 7,10 | Индијанаполис, САД | 7. март 1987.     |
| Најбољи резултат сезоне                          | Ирина Мелешина, Русија              | 6,96 | Стокхолм, Шведска  | 21. фебруар 2008. |
| Афрички рекорд                                   | Чиома Аџунва, Нигерија              | 6,97 | Ерфурт, Немачка    | 5. фебруар 1997.  |
| Азијски рекорд                                   | Yang Juan, Кина                     | 6,82 | Пекинг, Кина       | 13. март 1992.    |
| Северноамерички рекорд                           | Џеки Џојнер-Керси, Сједињене Државе | 7,13 | Атланта, САД       | 5. март 1994.     |
| Јужноамерички рекорд                             |                                     |      |                    |                   |
| Европски рекорд                                  | Хајке Дрекслер, Источна Немачка     | 7,37 | Беч, Аустрија      | 13. фебруар 1988. |
| Океанијски рекорд                                | Николе Боегман, Аустралија          | 6,81 | Барселона, Шпанија | 12. март 1995.    |
| Рекорди после завршетка Светског првенства 2008. |                                     |      |                    |                   |
| Најбољи резултат сезоне                          | Наиде Гомес, Португалија            | 7,00 | Валенсија, Шпанија | 8. март 2008.     |
| Јужноамерички рекорд                             | Морен Хига Маги, Бразил             | 6,89 | Валенсија, Шпанија | 8. март 2008.     |

### Најбољи резултати у 2008. години
Десет најбољих атлетичарки године у скоку удаљ у дворани пре почетка првенства (7. марта 2008), имале су следећи пласман.
| 1.  | Ирина Мелешина    | Русија           | 6,96  | 21. фебруар |
| 2.  | Наиде Гомес       | Португалија      | 6,93  | 21. фебруар |
| 3.  | Олга Кучеренко    | Русија           | 6,87  | 17. јануар  |
| 3.  | Морен Хига Маги   | Бразил           | 6,87  | 02. фебруар |
| 3.  | Бритни Рис        | Сједињене Државе | 6,87  | 9. фебруар  |
| 6.  | Хрисопији Девеџи  | Грчка            | '6,85 | 9. фебруар  |
| 6.  | Карин Меј Мелис   | ЈАР              | 6,85  | 21. фебруар |
| 8.  | Елоаз Лезије      | Француска        | 6,84  | 26. јануар  |
| 9.  | Људмила Колчанова | Русија           | 6,82  | 2. фебруар  |
| 10. | Татјана Котова    | Русија           | 6,78  | 21. фебруар |

Такмичарке чија су имена подебљана учествују на СП 2012.

## Резултати

### Квалификације
Квалификациона норма за финале износила је 6,60 м (КВ), коју су испунило 5 такмичарки, а 3 су се пласирале на основу постигнутог резултата. Такмичило се у једној групи, са почетком у 12.00.,,
| Поз. | Атлетичарка         | Земља                  | ЛРд  | ЛРСд | 1.   | 2.    | 3.   | Резултат | Белешка |
| ---- | ------------------- | ---------------------- | ---- | ---- | ---- | ----- | ---- | -------- | ------- |
| 1.   | Наиде Гомес         | Португалија            | 6,93 | 6,93 | 6,72 |       |      | 6,72     | КВ,     |
| 2.   | Елоаз Лезије        | Француска              | 6,84 | 6,84 | 6,67 |       |      | 6,67     | КВ      |
| 3.   | Морен Хига Маги     | Бразил                 | 6,87 | 6,87 | 6,65 |       |      | 6,65     | КВ      |
| 4.   | Консепсион Монтанер | Шпанија                | 6,78 | 6,66 | 6,31 | 6,45  | 6,64 | 6,64     | КВ      |
| 5.   | Ирина Мелешина      | Русија                 | 6,96 | 6,96 | 6,60 |       |      | 6,60     | КВ      |
| 6.   | Инета Радевича      | Летонија               | 6,67 | 6,66 | 6,50 | 6,40  | 6,52 | 6,52     | кв      |
| 7.   | Џенис Џозефс        | Јужноафричка Република |      |      | 5,85 | х     | 6,51 | 6,51     | кв ЛР   |
| 8.   | Кејла Коста         | Бразил                 | 6,60 |      | 6,12 | 6,28  | 6,41 | 6,41     | кв. ЛРС |
| 9.   | Дениса Росолова     | Чешка                  | 6,64 | 6,59 | х    | 6,354 | 6,37 | 6,37     |         |
| 10.  | Олга Кучеренко      | Русија                 | 6,91 | 6,87 | 6,30 | 4,60  | 6,32 | 6,32     |         |
| 11.  | Лела Нелсон         | САД                    | 6,51 | 6,50 | х    | 6,31  | х    | 6,31     |         |
| 12.  | Кумико Икеда        | Јапан                  | 6,54 |      | 6,17 | х     | 6,07 | 6,17     | ЛРС     |

### Финале
,
| Пласман | Атлетичарка         | Земља                  | #1   | #2   | #3   | #4    | #5   | #6   | Резултат | Белешке |
| ------- | ------------------- | ---------------------- | ---- | ---- | ---- | ----- | ---- | ---- | -------- | ------- |
|         | Наиде Гомес         | Португалија            | х    | 6,82 | х    | 6,87  | 7,00 | х    | 7,00     | СРС     |
|         | Морен Хига Маги     | Бразил                 | 6,74 | 6,80 | 6,89 | х     | 6,73 | х    | 6,89     |         |
|         | Ирина Мелешина      | Русија                 | х    | х    | х    | 6,84  | 6,85 | 6,88 | 6,88     |         |
| 4.      | Елоаз Лезије        | Француска              | 6,47 | х    | 6,49 | 6,52  | х    | 6,60 | 6,60     |         |
| 5.      | Консепсион Монтанер | Шпанија                | 6,57 | х    | x    | 6,568 | 6,48 | 6,15 | 6,57     | ЛР      |
| 6.      | Инета Радевича      | Летонија               | 6,36 | х    | 6,40 | 6,34  | 6,54 | 6,46 | 6,54     |         |
| 7.      | Кејла Коста         | Бразил                 | 6,26 | 6,42 | 6,36 | 6,37  | 6,48 | 6,14 | 6,48     | ЛРС     |
| 8.      | Џенис Џозефс        | Јужноафричка Република | 6,25 | 6,26 | 6,29 | 6,39  | 6,38 | 6,30 | 6,39     |         |